# Uhrl Ferenc
Uhrl Ferenc (Olmütz, 1794. – Pest, 1862. március 18.) morva származású szobrász, Uhrl Józsa, tanítónőképző-intézet igazgató édesapja.

## Életrajza

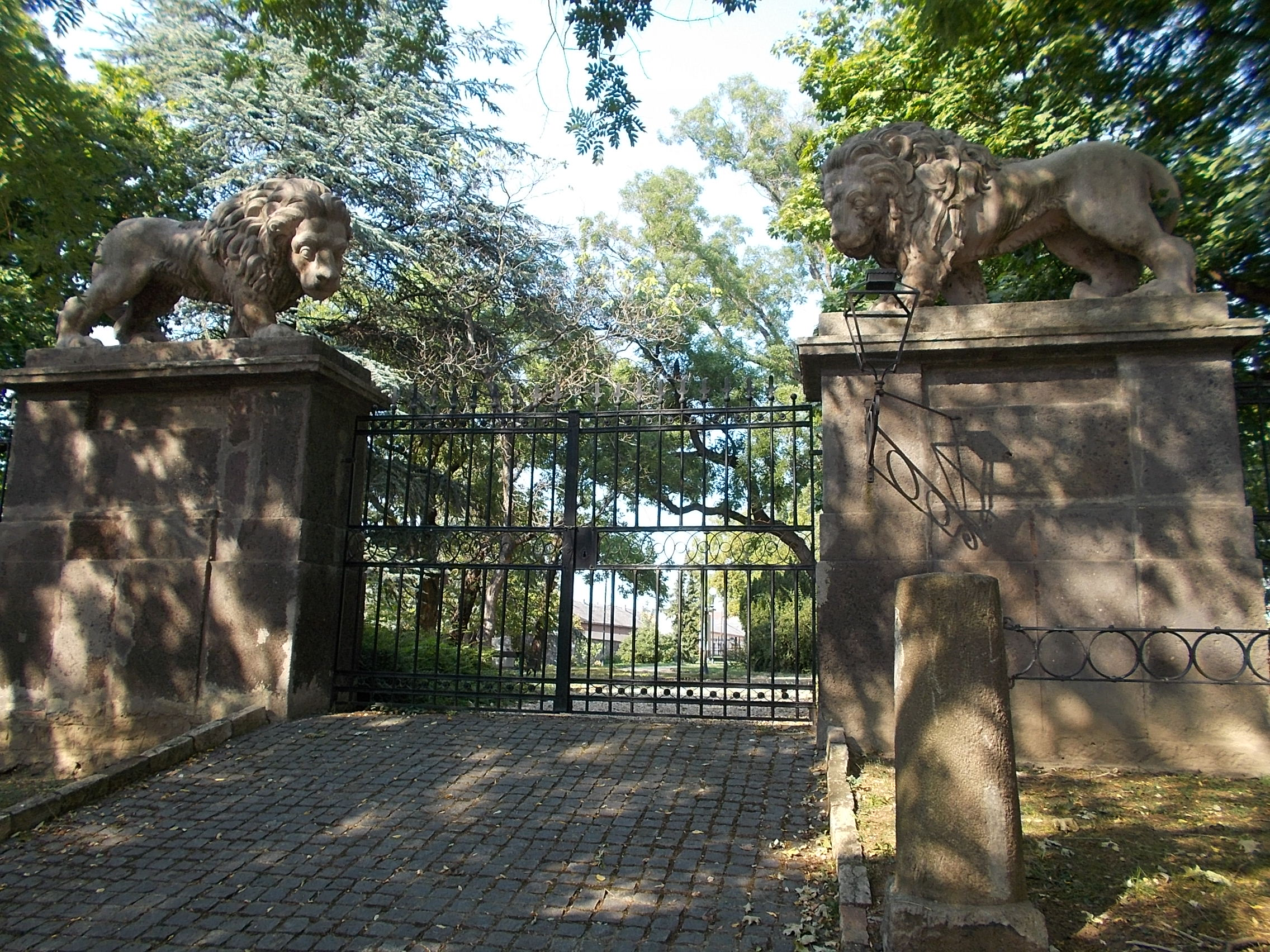
A gyöngyösi Orczy-kastély kőoroszlánjai.

Tanulmányait Bécsben végezte, majd Pesten dolgozott. A Háromkorona-utcában lakott, műtermeiben mindig sok növendék dolgozott. A 19. század első felének iparos-szobrászát képviselte. Számos pályázaton azért sikerült megelőznie nála jobban teljesítő kortársait (pl. Ferenczy Istvánt), mert olcsóbb árakat szabott meg. Az 1848-49-es forradalom és szabadságharc idején megélhetési problémákkal küszködött, alig kapott megrendeléseket. Hogy ebből kilábaljon, jelvénytűk tervezésével és értékesítésével kezdett foglalkozni. A forradalom leverését követően a budapesti egyetem műtörténeti tanszékén kapott tanári állást, egyidjűleg új megrendelésein is dolgozott.
Fő műve a Nereidák kútja (1835), mely Budapesten, a Ferenciek terén áll. A Ludovika Tisztiiskola 22 db történelmi tárgyú domborműve és a gyöngyösi Orczy-kastély kőoroszlánjai is az ő munkái. Szobrok készítése mellett elsősorban épületdíszítőként is működött (régi pesti városháza, a régi Vigadó, a régi Nemzeti Színház, stb.), de síremlékeket is készített.